# Rio Kootenay
O Rio Kootenay (também grafado Kootenai nos Estados Unidos) é um rio da América do Norte, afluente do rio Columbia. Nasce na província da Colúmbia Britânica, Canadá, nas Montanhas Rochosas, atravessa o noroeste do estado norte-americano de Montana e o norte do Idaho e regressa à Colúmbia Britânica, onde encontra o rio Columbia, a leste da pequena cidade de Castlegar.
A sua bacia hidrográfica abrange uns 50 300 km², dos quais 12 600 km² nos Estados Unidos.
Dá nome ao Parque Nacional de Kootenay, que atravessa. A barragem Libby, construída em 1975 no estado do Montana no rio Kootenay, permitiu a criação do lago Koocanusa, que cruza a fronteira entre Canadá e Estados Unidos. Já o lago Kootenay, a jusante e integralmente em território do Canadá, é de origem natural e resulta de um alargamento de uma secção do rio.